# خوب‌یارلی
خوب‌یارلی (به ترکی آذربایجانی: Xubyarlı) یک منطقهٔ مسکونی در جمهوری آذربایجان است که در شهرستان ایمیشلی واقع شده‌است. خوب‌یارلی ۱٬۰۸۲ نفر جمعیت دارد.